# Sitona inops
Sitona inops é uma espécie de insetos coleópteros polífagos pertencente à família Curculionidae.
A autoridade científica da espécie é Gyllenhal, tendo sido descrita no ano de 1832.
Trata-se de uma espécie presente no território português.